# Station Miniac
Station Miniac is een spoorweghalte in de Franse gemeente Miniac-Morvan. Zij wordt bediend door treinen van het netwerk TER Bretagne op het traject Dinan - Dol-de-Bretagne.